# لوتلورین
در رشته‌افسانه‌های جان رونالد روئل تالکین، لوتلورین قلمرو پادشاهی الف‌های سیلوان است که در کناره شرقی هیتائگلیر واقع شده است. اولین ساکنان این منطقه جنگلی که بعدها به لورین تغییر نام داد گروهی از الف‌های ناندور بودند که از گذشتن از هیتائگلیر سر باز زده بودند. تنها دو سال پس از نبرد حلقه، گالادریل، بانوی لورین، به سمت والینور در غرب بادبان کشید. کله‌بورن سالها بعد به ریوندل نقل مکان کرد و نور از لوتلورین رخت بر بست. ناندورهای آن سرزمین با الف‌های فرمانروایی ارین لاسگالن و تراندویل ترکیب شده یا اینکه در لورین باقی ماندند و سرانجام به سمت غرب رهسپار شدند.

## مکان‌ها
- کاراس گالادون
- کرین آمروت

## نام‌ها
- لوتلورین (سینداری)، "شکوفه‌های لورین"، (چوب ریش‌ها به آن "گل رؤیایی" می‌گفتند).
- لوریناند (ناندوری)، "درهٔ طلا".
- لائوره‌لیندوره‌نان (ناندوری)، "سرزمین درهٔ طلای آوازه‌خوان".
- لیندوریناند (ناندوری)، "درهٔ سرزمین خوانندگان".
- لورین (کوئنیایی)، "سرزمین طلا".
- دویمورده‌نه، "درهٔ افسونگری"، نامی در که در روهان استفاده می‌شد.